# Субэкваториальный климат
Субэкваториа́льный кли́мат — тип климата по классификации Алисова, где господствует режим тропических муссонов, распространённый в некоторых частях тропических областей океанов, в частности в Индийском океане и на западе Тихого океана, а также над Южной Азией и в тропиках Африки и Южной Америки. Внутритропическая зона конвергенции вместе с экваториальной депрессией перемещается через эти области два раза в год – с юга на север и с севера на юг. Поэтому в этих областях зимой господствует восточный (пассатный) перенос, меняющийся  летом на западный перенос. 
Вместе с более или менее резкой сезонной сменой преобладающих воздушных течений здесь происходит и смена тропического воздуха на экваториальный от зимы к лету.

## Температура

Границы субэкваториального климата по Алисову

Температура воздуха в тропических муссонных областях над океаном столь же высока и имеет такую же малую годовую амплитуду, как и в экваториальном климате. Над сушей годовая амплитуда  температуры больше, и растёт с географической широтой. Особенно это заметно на юге Азии, где тропическая муссонная циркуляция наиболее далеко распространяется на материк к северу.
В Куябе средняя температура в октябре +28˚. Она немного снижается с наступлением летнего муссона, приносящего морской воздух, до +27˚ в январе. Зимой же, в июне, она убывает до +24˚. Годовая амплитуда, таким образом, невелика – только около 4˚.
Почти под той же широтой в Ченнайе в июне +32˚ и в январе +25˚; но в Варанаси в мае температура +33˚, в июле, после наступления летнего муссона, +29˚, а в январе падает до +16˚. Таким образом, годовая амплитуда в Варанаси 17˚ – величина очень большая для этих широт.
В Восточном Китае тропическая муссонная циркуляция проникает ещё дальше на север. Она наблюдается, например, в Шанхае. В августе средняя температура здесь +27˚. Но зимний муссон, приходящий из высоких широт, снижает среднюю температуру января до +3˚. Годовая амплитуда при этом 24˚.

## Осадки
Осадки в климате тропических муссонов распределяются очень неравномерно. Местами они так же велики, как в экваториальном климате. Но с широтой они обычно убывают, особенно на равнине в глубине материка. В Хартуме годовая сумма осадков всего 135 мм; это условия резкой засушливости. Но на высоких берегах и на склонах гор, обращённых к летнему муссону, осадки резко возрастают. В Африке, на побережье Гвинейского залива, например, в Конакри они почти достигают 5 000 мм. В Черрапунджи наблюдается максимальное количество осадков на Земном шаре – 11 777 мм. Однако это огромное число является результатом чисто местных условий.  Осадки в Черрапунджи нерепрезентативны для всего окружающего района, где в общем выпадает в год около 5 000 мм. Не больше этого осадки и в других наиболее дождливых районах Индии.
Замечателен резко выраженный годовой ход осадков в зоне тропических муссонов. Так, в Колкате, при годовой сумме осадков 2 730 мм, с ноября по апрель выпадает 1 800 мм, а в декабре – только 5 мм. В общем можно сказать, что за 4 месяца  господства летнего муссона в Индии выпадает 90% годовой суммы осадков.
То же обнаруживается в этой зоне и на других материках. В Конакри в декабре – марте выпадает 15 мм, а июне – сентябре 3 920 мм. В Гоянии при годовой сумме 1 750 мм, зимой (с мая по сентябрь) выпадает 90 мм, а летом (с ноября по март) 1 390 мм. В Хартуме при общей сухости климата всё-таки с июля по октябрь выпадает 130 мм осадков, а с ноября по апрель они не выпадают вовсе.

## Характеристика
Резко меняются по сезонам также абсолютная и относительная влажность воздуха (максимум летом) и облачность (резкий максимум летом и резкий минимум зимой); например, в Калькутте облачность составляет 84% в июле и 8% в январе. Можно сказать, что при летнем муссоне распространяются в сторону высоких широт условия экваториальной зоны, а при зимнем муссоне распространяются к низким широтам условия субтропического пояса высокого давления.
В связи с сухой зимой для климата тропических муссонов особенно характерен ландшафт саванн, т. е. тропической лесостепи. На востоке и в центральных районах Индии деревья даже сбрасывают листву в сухой зимний период.
В одном районе зоны тропических муссонов наблюдается самые высокие средние годовые температуры на Земном шаре. На юго-западные берега Красного моря в Эритрее  иногда попадает летний муссон из южного полушария, переваливая Эфиопское нагорье. При этом его температура дополнительно повышается в результате фёнового процесса. Поэтому на побережье Эритреи наблюдается очень высокие температуры воздуха. В Массауе средняя температура января и февраля +26˚, июля +35˚, а среднегодовая +30˚.